# USS Budapest (NCC-64923)
A USS Budapest (NCC-64923) egy Norway-osztályú  középkategóriás cirkáló a Star Trek történetekben. A Csillagflottát szolgálja a 24. század végén. 
 Névadója a földi magyar főváros, Budapest.

## Története
A hajó a Star Trek: Kapcsolatfelvétel című filmben tűnik fel 2373-ban, itt a második Borg invázió ideje alatt a 001-es szektort – azaz a Föderáció legvégső vonalát – védelmezi.
A hajó hivatalos szereplése mindössze a film néhány rövid jelenetére korlátozódik, a többi vele kapcsolatos esemény már nem képezi a hivatalos idővonal részét. A hajó neve és regisztrációs száma is csak a Star Trek Encyclopedia című kiadvány 4. kiadásából derült ki.
A hajó regények és videójátékok szereplőjeként további, de nem hivatalos kalandok részese volt, ezek alapján még az ütközet előtt a USS Budapest egyike azon öt Norway-osztályú kísérleti csillaghajójának, akik az új TR-116-os fegyvert tesztelik. Miután felszáll a Borg ellen,  Sam Bower, a hajó taktikai tisztje, az új fegyverek segítségével ártalmatlanítja az ellenség drónjainak nagy részét. Az egyik drón azonban a másik hajó mögé bújva meglepi a USS Budapest legénységét és egy fotontorpedóval kilövi a váratlan csapásra nem számító hajót. A legénység többségét asszimilálják, beleértve a kapitányukat is, Sh'Raazn kapitányt. Végül nagy veszteségek árán, a Föderáció győzedelmeskedik a Borg felett. Egyetlen túlélője az összecsapásnak Shana Winslow, akinek örömét férje önfeláldozó halála árnyékolja be, aki utolsó erejével egy űrkompba löki és még a felrobbantás előtt kimenekíti a hajóról.
A hajó később a Star Trek Online videójáték egyik hajójaként tűnik fel, ahol különféle küldetések részeseként szerepel.

## Legénység
- Sh'Raazn (Kapitány)
- Sam Bowers (Taktikai tiszt)
- Lian T'su (Biztonsági tiszt)
- Jalarin
- Hughes
- Selok
- Perez
- Jack Winslow (Főmérnök)
- Shana Winslow (Mérnök)